# 佐幌岳
佐幌岳（さほろだけ）は、北海道中央部新得町と南富良野町の境界にある山。日高山脈の最北部に位置する。
名はアイヌ語で下方の川の意の「サオロオペツ」に由来する。古くは「サオロ岳」とも呼ばれた。
狩勝峠の北4 kmにあり、山体は花崗岩主体だが、周辺部の大部分は、十勝溶結凝灰岩の台地となっている。頂上には石狩アイヌと十勝アイヌの伝説にまつわるチャランケ（=談判）岩がある。
1954年（昭和29年）に新内側からの、1961年（昭和36年）に狩勝峠側からの登山道が開かれた。
第二次世界大戦前から滑降スキー場として使用され、1961年（昭和36年）には、国有A級スキー場の指定を受けた。1980年（昭和55年）に初めてリフトが置かれ、狩勝高原スキー場（後のサホロリゾートスキー場）として再開発された。
第二次世界大戦中から、1948年（昭和23年）ころまで、頂上に気象観測所が、後には気象庁佐幌岳測候所が置かれ、1974年（昭和49年）11月1日に、新得町側標高900 mに佐幌岳雨量観測所が設置され、2009年（平成21年）まで観測を続けた。頂上の気象観測所跡地には、1978年（昭和54年）に避難小屋が建てられた。
山麓のうち48.71 haが、佐幌岳風致探勝林に指定され、488.38 haが佐幌岳野外スポーツ地域に、470.56 haが佐幌岳風景林に指定されている。